# 冯舜华
冯舜华（1934年5月—2019年5月5日），女，上海人，中国经济学家，俄罗斯及东欧事务专家，辽宁大学教授。曾任中国共产党十三大、十四大代表。

## 生平
冯舜华于1934年5月出生。原籍浙江慈溪。1953年毕业于东北财经学院企业财务系。1957年7月毕业于北京师范大学研究生班，同年加入中国共产党。
此后历任辽宁大学世界经济研究室主任、经济研究所副所长等职务。1988年赴波兰华沙计划统计学院从事比较经济体制的研究工作，1989年回国。同时兼任中国世界经济学会副会长、顾问，辽宁省社会科学联合会副主席，辽宁省世界经济学会会长等职务。
她是中国共产党第十三届、十四届全国代表大会代表，还担任过国家和省政府的顾问。荣获1989年全国三八红旗手荣誉称号。
她主编和参与编写了《苏联东欧国家价格概论》、《世界经济》等书籍。
2019年5月5日在沈阳逝世，享年85岁。